# Montagne du Cheiron
Montagne du Cheiron – szczyt w Préalpes de Provence, części Alp Zachodnich. Leży w południowo-wschodniej Francji w regionie Prowansja-Alpy-Lazurowe Wybrzeże niedaleko miejscowości Gréolières, Coursegoules i Bézaudun-les-Alpes.